# Trung hữu
Trung hữu (zh. 中有 zhongyǒu, ja. chūu, bo. bar ma do'i srid pa བར་མ་དོའི་སྲིད་པ་, sa. antarābhava) nghĩa là "trạng thái tồn tại ở khoảng giữa", cũng được gọi là cái chết trong kinh sách Phật giáo Nguyên thủy và Đại thừa ở thế kỉ thứ 2, người ta đã thấy nói về một giai đoạn nằm sau cái chết và trước sự tái sinh, được gọi là Trung hữu. Giai đoạn này được nhắc nhở nhiều trong Kim cương thừa (sa. vajrayāna) và được Tử thư trình bày cặn kẽ.
Tử thư cho rằng có 6 giai đoạn Trung hữu (sa. ṣaḍantarābhava): 
1. Trung hữu của lúc sinh (sa. jāti-antarābhava);
2. Trung hữu của giấc mộng (sa. svapnāntarābhava);
3. Trung hữu của thiền định (sa. samādhi-antarābhava);
4. Trung hữu lúc cận tử (sa. mumūrṣāntarābhava);
5. Trung hữu của Pháp thân diệu dụng, của Pháp tính (sa. dharmatāntarābhava),
6. Trung hữu của sự trưởng thành và tái sinh (sa. bhavāntarābhava).

Tử thư cho rằng 3 giai đoạn của Trung hữu 4, 5, 6 nêu trên kéo dài 49 ngày. Theo nhiều luận sư Tây Tạng, giai đoạn Trung hữu diễn ra hàng ngày trong cuộc sống con người, nó có mối liên hệ chặt chẽ với Tam thân (sa. trikāya). Trong giai đoạn Trung hữu ngay sau khi chết, thần thức tiếp cận với Pháp thân thanh tịnh; Trung hữu 5 tiếp cận với Báo thân và sự tái sinh, thần thức đi vào cõi của Ứng hóa thân.